# جون غراهام (ناشط)
جون غراهام (بالإنجليزية: John Graham)‏ هو ناشط بريطاني، ولد في 1945.